# Quartet de corda núm. 15 (Schubert)

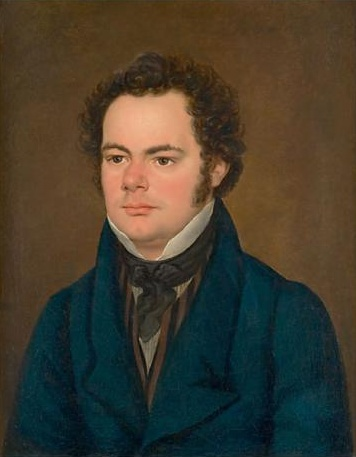
Retrat de Franz Schubert.

El Quartet de corda núm. 15 en sol major, D. 887, fou compost per Franz Schubert el juny 1826. Es va publicar de manera pòstuma el 1851, com a Op. 161.
El quartet fou publicat el 1852 per Diabelli a Viena.

## Moviments
Consta de quatre moviments, i la seva interpretació dura aproximadament uns 50-55 minuts:
1. Allegro molto moderato (sol major; compàs 3/4)
2. Andante un poco moto (mi menor; compàs 4/4)
3. Scherzo: Allegro vivace (si menor; compàs 3/4) – Trio: Allegretto (sol major)
4. Allegro assai (sol major; compàs 6/8)

### I. Allegro molto moderato
El primer moviment, Allegro molto moderato, comença alternant acords majors i menors, amb un ritme puntejat característic que de diferents maneres es podrà anar escoltant durant tot el quartet. La música canvia de mode molt ràpidament –uns quants compassos en cada mode–, i el moviment esdevé més estable amb la introducció del tema principal, de caràcter molt líric, al compàs 14. En el primer moviment hi ha molts trèmolos, que condueixen la música fins a la repetició de l'exposició.
Aquest moviment conté nous recursos compositius utilitzats per Schubert com, a més dels esmentats en l'anterior paràgraf, l'ús d'un motiu en tresets per connectar el primer i segon tema de la forma de sonata usada. El segon tema comença exactament com el Quintet de corda (una obra posterior) i és molt similar a com ho fa servir Beethoven en algunes obres tot i que no en la tonalitat de la dominant, però sí en un tema més tranquil en la tonalitat de la mediant (en Si bemoll), amb un ritme diferent i amb un acompanyament en pizzicato.

### II. Andante un poco moto
El moviment lent és dramàtic, molt en un ritme de marxa. També hi ha molt ús del tremolo.

### III. Scherzo: Allegro vivace amb trio: Allegretto
L'scherzo és de textura lleugera, com si flotes, prefigurant els quartets de Mendelssohn. El trio de l'Scherzo és un duet suau, primer entre cel·lo i el primer violí, després entre el primer violí i la viola, i finalment un altre cop el cel·lo i el primer violí.

### IV. Allegro assai
El final continua amb la preocupació del primer moviment amb una estructura àmplia i ambigua que podria ser una sonata o rondó, i podria ser sol major o menor. El tema inicial és més extrem, més ràpid encara en els intercanvis d'acords majors i menors que el del primer moviment; els seus ritmes recorden una tarantel·la, com la del quartet anterior, el núm. 14.

## Cultural legacy
En la comèdia de 1989 de Woody Allen, Delictes i faltes (Crimes and misdemeanors), apareixen fragments de l'Allegro molto moderato (incloent-hi el ritme esquitxat de l'obertura). És utilitzat com a recurs dramàtic durant diverses escenes que formen les parts centrals de la trama dels 'delictes'.
A la revista Gramophone, Stephen Johnson es refereix a l'obra com el quartet de corda més gran de Schubert, i especula que s'escolta menys sovint que els altres dos grans quartets no per una qualitat menor sinó perquè és menys accessible.

## Enregistraments
El Quartet de corda núm. 15 en sol major (D. 887) ha estat enregistrat per molts quartets instrumentals, incloent:
- Quartet Alban Berg
- Quartet Amadeus
- Quartet Artemis
- Quartett Auryn
- Quartet Belcea
- Quartet Brandis
- Quartet Busch
- Quartet Cherubini
- Quartet Chilingirian
- Quartet Casals
- Quartet Emerson String
- Quartet Guarneri
- Quartett Hagen
- Hugo Wolf Quartet
- Quartet Hungarian
- Quartet Juilliard String
- Quartet Kodály
- Quartet Kolisch
- Kuss Quartet
- Leipzig String Quartet (Leipziger Streichquartett)
- Mandelring Quartet
- Quartet Melos
- Quartet New Orford String
- Quartet New Zealand String
- Quartet Prazak
- Quartetto Italiano
- Quartet Tokyo String
- Quartet Végh
- Verdi Quartett